# 4617 Zadunaisky
4617 Zadunaisky là một tiểu hành tinh vành đai chính được đặt theo tên của một nhà thiên văn học và nhà toán học Pedro E. Zadunaisky.